# MAX Part.2
「MAX Part.2」（原題:Max）は『X-ファイル』のシーズン4第18話で、1997年3月23日にFOXが初めて放送した。なお、本エピソードは「ミソロジー」に属するエピソードであり、第17話「MAX Part.1」から続くエピソードである。

## スタッフ
- 監督:キム・マナーズ
- 脚本:クリス・カーター、フランク・スポットニッツ

## キャスト

### レギュラー
- デイヴィッド・ドゥカヴニー - フォックス・モルダー特別捜査官
- ジリアン・アンダーソン - ダナ・スカリー特別捜査官
- ミッチ・ピレッジ - ウォルター・スキナーFBI副長官

### ゲスト
- ブレンダン・ベイサー - ペンドレル捜査官
- グレッグ・マイケルズ - スコット・ギャレット
- スコット・ベリス - マックス・フェニング
- ジョー・スパーノ - マイク・ミラー
- ジェリー・スクラム - ラロルド・レブフン
- チルトン・クレイン - シャロン・グラフィア
- ジョン・デストレイ - ミスター・バラード
- リック・ドブラン - アーマンド・ゴンザレス軍曹
- ヴァル・ステホフ - バーテンダー

## ストーリー
墜落したUFOを発見するために湖に潜ったモルダーは、特殊部隊に身柄を確保されてしまう。その頃、スカリーは誤って銃撃されたペンドレルを救おうとしていたが、すでに手の施しようがない状態にあった。そこへやってきたスキナー副長官から、スカリーはフリッシュが偽証罪で訴追されることになったと知らされた。その後、スカリーはモルダーの身柄を引き取りに向かった。モルダーはスカリーから墜落事故に関する政府の公式見解を聞いた。政府は墜落事故の原因がフリッシュとゴンザレスの管制ミスにあり、フリッシュは自分の過失を隠蔽するために嘘をついたと発表したのである。モルダーは自分が水中で見た残骸こそ、墜落事故を引き起こしたUFOであると確信しており、政府の説明を信用しようとはしなかった。スカリーはシャロンがマックスの妹ではなかったこと、ペンドレルが銃撃されて亡くなったことをモルダーに告げた。
モルダーとスカリーはマックスのトレイラーを訪れ、そこにあったビデオテープを再生したところ、マックスがエイリアンの存在を立証するものを発見したと興奮気味に語る姿が映し出された。その頃、軍の特殊部隊は湖からUFOを引き上げていた。ミラーに会いに行った2人は「捜査の結果、政府の公式見解を立証するようなデータが十分に見つからなかったが、かといって、それを覆せるような証拠も見つからなかった」と告げられる。それを聞いたモルダーは、ミラーに自分の仮説を聞かせることにした。モルダーによると、マックスはエイリアンが存在する証拠と共に飛行機に乗り込み、それを回収しようとしたUFOがマックスを誘拐しようとしたのだという。しかし、命令を受けた空軍の戦闘機がUFOを攻撃したため、その巻き添いでUFOごと飛行機が墜落したのだという。
マックスのトライラーを訪れたモルダーは、手紙の山から荷物受取証を発見した。一方、スカリーは精神病院にいるシャロンの元を訪れていた。シャロンは自分が雇い主から盗み出した機械を、マックスがエイリアン由来のものだと確信したこと、そして、マックスがその機械の3分の2を持って飛行機に乗り込んだことをスカリーに明かした。モルダーは荷物受取証を使って、ニューヨーク空港で残り3分の1を入手することに成功した。モルダーはそのまま飛行機でワシントンD.C.へと向かうことにした。ところが同じビンには、ペンドレルを殺したギャレットも搭乗していた。隣に座った男がギャレットであると知ったモルダーは銃を突き付けたが、彼は動じることがなかった。それどころか、もし自分を撃つようなことがあれば、飛行機を墜落させると脅してきた。モルダーはギャレットを飛行機のトイレに追い詰めたが、ギャレットは仕込んであったジップ・ガンでモルダーを脅しつけた。緊迫した駆け引きが続く中、突如として飛行機が揺れ始め、窓の外から強烈な光が差し込んだ。モルダーがふと気が付くと、そこにギャレットの姿も機械もなかった。腕時計を見るに9分間の空白の時間があったようだが、その間に何があったのかを思い出すことができなかった。
ワシントンに帰る前、モルダーとスカリーはマックスのトレイラーを訪れ、そこにいたシャロンに別れを告げる。

## 製作
ペンドレル捜査官が殺害されたバーのバーテンダーを演じたヴァル・ステホフは、長らく『X-ファイル』の撮影助監督を務めていた人物である。ステホフがキム・マナーズに「自分は演技もできる」と豪語したことがきっかけで、このキャスティングに至った。マックスのトレイラーの中でかかっていた曲はソウル・コフィングの「Unmarked Helicopters」である。同曲は『X-ファイル』のサウンドトラックである「Songs in the Key of X: Music from and Inspired by the X-Files」にも収録されている。
冒頭の水中でのシーンはスタジオの近くにある貯水タンクを使って撮影された。ドゥカヴニーらがいたのは幅3メートル強の空間であり、人間が泳ぎ回るには狭かったため、撮影には広角レンズが使用された。続くモルダーが陸に上がるシーンの撮影中、雨が降り続けた上に、酷く寒い状況にあった。マナーズは「俳優陣はいつもよりも疲弊していました。あのシーンで、ドゥカヴニーは辛そうに走っていましたが、「ツングースカ Part.1」では馬から逃げるシーンを演じきった人なのです。かなり体力を消耗したのでしょう。」と回想している。
UFOの下部から発せられる光は、複数の角度から撮影した映像を一つの映像に合成することで表現された。その光源に使われたスポットライトはカナダ沿岸警備隊から借用したものである。また、質感を出すためにエアロゾルが使用された。
モルダーが搭乗する飛行機がUFOに遭遇するシーンの撮影には数日を要した。コックピットでのシーンはフライトシミュレーターで撮影された一方、機内のシーンはセットで撮影された。ニューヨークの空港でのシーンはバンクーバー国際空港で撮影された。モルダーがギャレットに向かって言い放った言葉を思いついたのは、製作総指揮を務めたジョン・シバンであった。『第三の男』に触発されたシバンは、当該作品へのオマージュとして、モルダーのモノローグを執筆した。機内のシーンの撮影には80人のエキストラが動員された。マナーズは彼/彼女らを「私の生涯の中で最高のエキストラたちでした」と評している。エキストラの中には4歳児の子供がいたが、機内が揺れるシーンの撮影に当たって、彼らの座っていた場所には人形が代わりに置かれた。これは安全性を考慮してのことである。カーターは幼児をエキストラとして起用したことは本エピソードにとってプラスになったと述べている。

## 評価
1997年3月23日、FOXは本エピソードを初めてアメリカで放映し、1834万人の視聴者を獲得した。日本国内においては、1998年12月6日に「MAX Part.1」と合わせて「MAX」という題で日曜洋画劇場にて放送された。
『A.V.クラブ』のトッド・ヴァンデルワーフは本エピソードにA-評価を下し、Part.1と合わせて2部構成にしたことを否定的に評価しつつも、「マックス・フェニングというキャラクターは、シンジケートとの闘争の中で命を落とした実に多くの人々に対する鎮魂歌的な存在であると同時に、社会の周縁でたくましく生きている人間―自分だけの真実という狂気に取り憑かれた人間でもあったが―の物語でもあった。」と称賛している。『シネファンタスティック』のポーラ・ヴィタリスは本エピソードに4つ星評価で1つ星半を与え、「マックス・フェニングをめぐる話は2部作にするのではなく、緊張感を維持するためにも、単発エピソードに濃縮すべきだった。」「ラストシーンにおいて、モルダーが危険に晒されている一市民に見えた。これは脚本家の大失態の典型例だと言える。」と批判しつつも、本エピソードで用いられた特殊効果に関しては高く評価している。ロバート・シャーマンとラース・パーソンは著書の中で本エピソードに5つ星評価で4つ星を付け、「緊張感があり、視聴者を満足させ得る出来映えだった。機知に富んでいて、感動的な回でもあった。」と評した。シャーマンはMAX2部作が後半で失速したことを指摘しつつも、「全体としては良くできていると思う」「『X-ファイル』の非単発エピソードの中では、最も満足した作品である」と述べている。